# Juan Miguel Moreno
Juan Miguel Moreno (Málaga, España, diciembre de 1989) es un pianista español.

## Trayectoria
Comienza su formación con Gordana Komericki en Málaga. Es alumno de Ángel Sanzo con quien finaliza en 2010 el Grado Superior en el Conservatorio de Badajoz. Posteriormente recibe clases de los afamados pianistas Josep Colom y Luca Chiantore. En 2012 se traslada a La Haya (Países Bajos), donde estudió con David Kuijken, obteniendo el título de máster en junio de 2015. Ha hecho cursos de perfeccionamiento con maestros como Joaquín Soriano, Zoltán Kocsis, France Clidat, Jaques Rouvier, etc.
Hizo su presentación como concertista en la Sala María Cristina de Málaga a los doce años. Ha ganado el primer premio en los concursos "Frechilla-Zuloaga", "Certamen Nacional Intercentros", "Internacional Ciutat de Carlet", etc. Ha interpretado conciertos como solista junto a la Orquesta Sinfónica de Castilla y León, la Orquesta Sinfónica de Chamartín o la Orquesta Sinfónica de Málaga, entre otras. Ha actuado como invitado especial en el programa de radio "Clásicos populares".